# Festuca orientalis
Festuca orientalis es una especie de planta herbácea perteneciente a la familia de las poáceas. Es originario de Turquía y el Cáucaso.

## Descripción
Es una planta anual; con cañas de 4-15 cm de alto, generalmente erectas. Láminas foliares de 0,5-5 cm de largo, 1-1.5 mm de ancho, minuciosamente pubescentes arriba. Inflorescencia de 2,5-6 cm de largo, a menudo curvada, en parte incluida en la vaina de la hoja superior. Espiguillas de 3,5-6 mm de largo, rompiendo en la madurez por debajo de cada florecilla, el florete superior estéril; gluma inferior de 3-5,5 mm de largo, las superiores de 3,5-6 mm de largo; lema 2.5-3 mm de largo, con una arista de 1-1,5 mm de largo, poco peluda o de vez en cuando la parte superior 2/3 glabras.

## Taxonomía
La especie fue descrita inicialmente como Triticum subulatum por Joseph Banks y Daniel Solander y publicada en The Natural History of Aleppo, ed. 2 2: 244, en 1794, hoy en día es un sinónimo de esta. Más adelante, sería transferida al género Loliolum por Alexander Eig en Journal of Botany, British and Foreign 75: 189, en 1937, nombre científico que también es un sinónimo actualmente; y ulteriormente se cambiaría la especie como Festuca orientalis por Borís Fédchenko en Izvestiya Imperatorskogo Botanicheskogo Sada Petra Velikago 14(Suppl. 2): 87, en 1915, siendo esta última, descrita inicialmente como Nardurus orientalis por Pierre Edmond Boissier en Diagnoses Plantarum Orientalium Novarum, ser. 1 7: 127, en 1846, considerado tanto como un sinónimo como el basónimo de esta.

#### Etimología
Véase: Festuca
orientalis: epíteto latino que significa "de oriente".